# 长孙晟

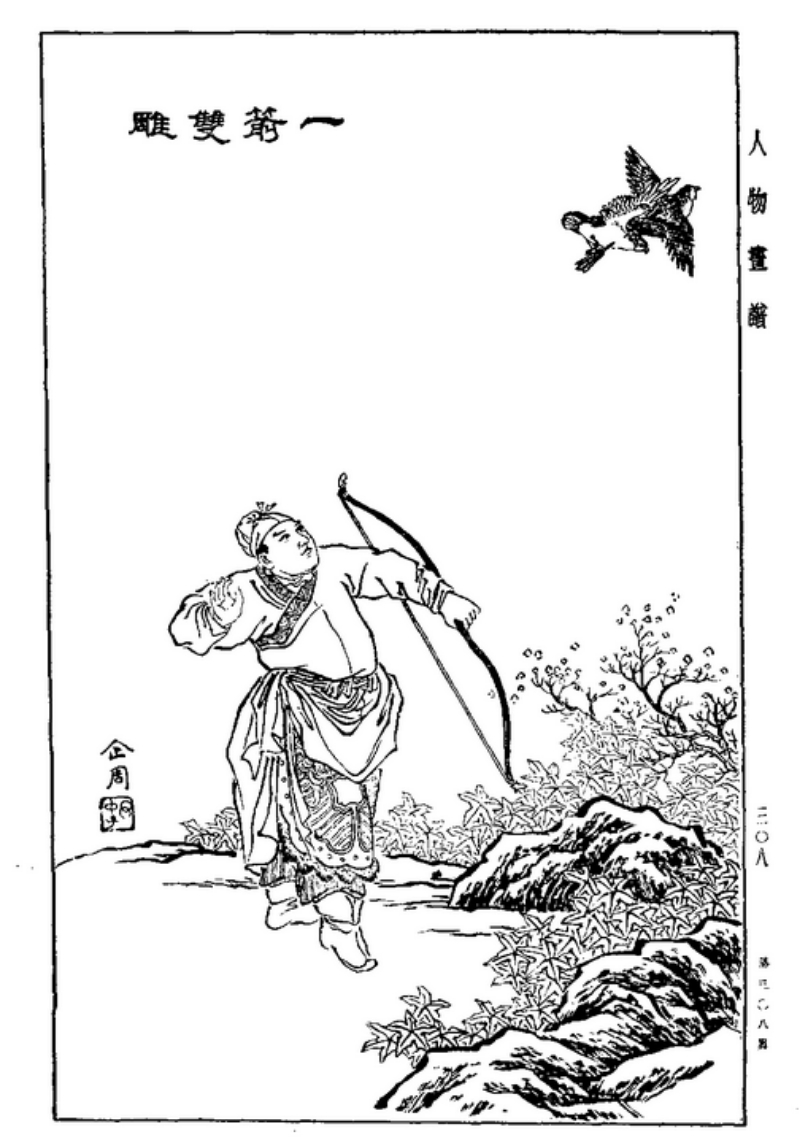
长孙晟

長孫晟（552年—609年），字季晟，河南洛阳人，上党文宣王长孙稚曾孙，平原县侯长孙兕的儿子，隋右驍衛將軍、著名外交家，平突厥之功臣。
长孙晟“性通敏，略涉书记，善弹工射，矫捷过人”。北周时崇尚武功，贵族子弟交游皆以武艺相夸相敬，每次共同驰射，同辈皆在长孙晟之下。长孙晟十八岁时为司卫上士。起初没有名气，别人也不知其才能，唯杨坚一见，深赞其异才，携其手并对人说：“长孙郎武艺逸群，适与其言，又多奇略。后之名将，非此子邪？”

## 與突厥的關係
北周大象二年（580年），突厥首领沙钵略可汗（即摄图）求婚于北周，北周宣帝以赵王宇文招之女许之。娉娶时，北周与沙钵略可汗各自炫耀本土能事，并精选骁勇之士充为使者。因此长孙晟被派遣为使者，做汝南公宇文神庆的副手，送千金公主至沙钵略可汗处。北周曾先后派数十名倒使者前往，但沙钵略可汗多轻视不礼，却独喜爱长孙晟，并常与长孙晟游猎，以至长孙晟留住其处竟达一年之久。一次出游，遇二雕飞而争肉，沙钵略可汗给长孙晟两枝箭，并说：“请射取之。”长孙晟驰马而奔，正遇双雕相攫，遂一箭而贯双雕。沙钵略可汗大喜，命诸子弟贵人皆与长孙晟亲近，学习其射箭的本事。当时沙钵略可汗之弟处罗侯（号突利设）甚得众心，结果遭到沙钵略可汗的猜忌，处罗侯便暗中托心腹之人与长孙晟结盟。从此，长孙晟在突厥乘游猎之机，察知突厥山川形势及部众强弱。长孙晟归来后，杨坚已为北周丞相，长孙晟便将突厥的情况详细地告诉了杨坚，杨坚闻后大喜，遂将长孙晟迁为奉车都尉。
北周大定元年（581年）二月，大丞相杨坚受禅登基，是为隋文帝，并改元开皇。十二月，沙钵略可汗因隋朝对其礼薄，说：“我周家亲也，今隋公自立而不能制，复何面目见可贺敦乎？”遂借口为其妻北周千金公主的宗室复仇，与前北齐营州刺史高宝宁联兵攻陷临榆关（今河北抚宁东，一说今山海关），并约同各部落准备大举攻隋。时隋朝新立，隋文帝因此心中大惧，遂下令于北方边地增筑亭障，修缮长城，命阴寿镇幽州、虞庆则镇并州，加强幽州（治蓟县，今北京城西南）、并州（治晋阳，今太原市西南）、乙弗泊（今青海乐都西）、临洮（今甘肃岷县）、武威（今属甘肃）等地守备。
长孙晟深知沙钵略可汗及其叔侄兄弟达头可汗、阿波可汗、突利可汗各统强兵，俱称可汗，分居四面，内怀猜忌，外示和同等诸多情况，认为对付突厥难以力征，易可离间，于是上书隋文帝：“臣闻丧乱之极，必致升平，是故上天启其机，圣人成其务。伏惟皇帝陛下当百王之末，膺千载之期，诸夏虽安，戎场尚梗，兴师致讨，未是其时，弃于度外，又复侵扰。故宜密运筹策，渐以攘之，计失则百姓不宁，计得则万代之福。吉凶所系，伏愿详思。臣于周末，忝充外使，匈奴倚伏，实所具知。玷厥之于摄图，兵强而位下，外名相属，内隙已彰，鼓动其情，必将自战。又处罗侯者，摄图之弟，奸多而势弱，曲取于众心，国人爱之，因为摄图所忌，其心殊不自安，迹示弥缝，实怀疑惧。又阿波首鼠，介在其间，颇畏摄图，受其牵率，唯强是与，未有定心。今宜远交而近攻，离强而合弱，通使玷厥，说合阿波，则摄图回兵，自防右地。又引处罗，遣连奚、霫，则摄图分众，还备左方。首尾猜嫌，腹心离阻，十数年后，承衅讨之，必可一举而空其国矣。”文中长孙晟详细分析了突厥内部的情况，并针对此情况提出了“远交而近攻、离强而合弱”的提议。隋文帝览表后大悦，召长孙晟面语。长孙晟“复口陈形势，手画山川，写其虚实，皆如指掌。”隋文帝听后深感新奇，遂采纳了长孙晟的提议，即遣太仆元晖为使者出伊吾首至西面的达头可汗处，特赐狼头纛，故意表示钦敬，礼数甚优。达头可汗回访时，隋文帝又故意将其使者引于沙钵略可汗的使者之上。反间计实施后，沙钵略可汗与达头可汗之间果然发生了猜疑。隋文帝又授长孙晟为车骑将军，出黄龙道，携带大量钱财、赐予奚、契丹等部族。长孙晟至处罗侯处，广布心腹，诱其内附。这样一来，突厥内部被分化，沙钵略可汗变得孤立起来。 
开皇二年（582年）二月，隋文帝下令撤回准备进攻江南陈朝的军队，集中兵力抗拒突厥。四月前，突厥大军进犯隋边。四月，隋上柱国李充部击破突厥于河北山（今内蒙古包头西黄河以北）。大将军韩僧寿部击破突厥于鸡头山（今甘肃干凉西）。五月，高宝宁引突厥兵攻平州（治今河北卢龙）。突厥悉发40万骑兵，突入长城，分路攻隋。
六月，李充部再败突厥于马邑（今山西朔县）。达头部攻兰州，在可洛峐（今甘肃武威境）为凉州总管贺娄子干击败。十月，杨坚因关中形势紧急，派太子杨勇屯兵咸阳，十二月又命大将军虞庆则屯兵弘化（今甘肃庆阳）。时沙钵略率军10余万进到周槃（今甘肃庆阳境），隋行军总管达奚长儒率部2000人迎战，杀伤其万余人。柱国冯昱屯兵乙弗泊、兰州总管叱列长叉守御临洮、上柱国李崇屯兵幽州，皆为突厥所败。于是，突厥纵兵自木硖、石门（今宁夏固原西南和西北）分两路进击，尽掠武威、金城（今兰州）、天水、安定（今甘肃泾川北）、上郡（今陕西富县）、弘化、延安（今延安东北）等地。沙钵略可汗欲继续南进，达头可汗不从，引兵退走。长孙晟乘势用计，让沙钵略可汗之侄染干告诉沙钵略：“铁勒（居突厥以北游牧族）等反，欲袭其牙。”沙钵略可汗恐老营有失，遂撤兵出塞。
此战，沙钵略可汗乘隋朝新立，实力尚不够充实之机，依靠大骑兵集团的快速机动，全面攻掠隋北方要地，迫隋进行战略防御，处处抗拒，或作有限还击，败多胜少。隋在加强各地守御作战的同时，施用分化突厥，削弱和孤立沙钵略的策略，终于遏制了突厥大规模攻势的发展，长孙晟可谓居功至伟。
经过此战作战，隋文帝深知突厥危害之大，为使隋立于不败之地，隋文帝暂时实行战略防御，同时加强反攻准备，充实国力、军力。至开皇三年（583年）四月，隋文帝乘突厥内部矛盾加剧与灾荒严重之机，命杨爽、河间王杨弘、上柱国豆卢勤、秦州总管窦荣定等并为行军元帅，率军分道反击突厥。
五月，窦荣定率9总管、步骑兵3万出凉州（治今甘肃武威）道，在高越原（今甘肃民勤西北）数败阿波可汗军。正在窦荣定军中任偏将的长孙晟，乘机离间突厥，派人对阿波可汗说：“摄图每来，战皆大胜。阿波才入，便即致败，此乃突厥之耻，岂不内愧于心乎？且摄图之与阿波，兵势本敌。今摄图日胜，为众所崇，阿波不利，为国生辱。摄图必当因以罪归于阿波，成其夙计，灭北牙矣。愿自量度，能御之乎”？阿波可汗使者到后，长孙晟又对使者说：“今达头与隋连和，而摄图不能制。可汗何不依附天子，连结达头，相合为强，此万全之计。岂若丧兵负罪，归就摄图，受其戮辱邪？”阿波可汗接受长孙晟的建议，留在塞上，派人随长孙晟入朝。
时沙钵略可汗与卫王军战于白道，沙钵略可汗败走至碛，闻阿波可汗心怀二意，加上平日素忌阿波可汗骁悍，沙钵略可汗一气之下抄略了阿波可汗所据之北牙，尽获其众并杀其母。阿波可汗还无所归，遂西奔达头可汗，达头可汗闻讯大怒，遂借兵十余万与阿波可汗，东击沙钵略可汗，复得故地，收聚散卒数万，与沙钵略可汗对垒，阿波可汗频胜，势力益增。沙钵略可汗则从此由强变弱。于是又遣使向隋朝贡，并言公主自请改姓，乞为隋文帝女，隋文帝许之。
开皇四年（584年），隋文帝遣长孙晟以副使职随虞庆则出使沙钵略可汗，赐公主姓为杨氏，改封大义公主。沙钵略可汗奉诏时不行跪拜之礼。长孙晟劝说道：“突厥与隋俱是大国天子，可汗不起，安敢违意。但可贺敦为帝女，则可汗是大隋女婿，奈何无礼，不敬妇公乎？”沙钵略可汗这才笑着对左右官员说：“须拜妇公，我从之耳”。于是乃拜诏书。长孙晟还朝后授仪同三司、左勋卫车骑将军。
开皇五年（585年）七月，沙钵略可汗向隋请和称藩。从此北部边患基本消除，解除了隋朝南下灭陈的后顾之忧。
开皇七年（587年）四月，沙钵略可汗卒，其部众立其弟处罗侯为莫何可汗，请隋廷承认。隋廷遣长孙晟持节前去祝贺，并赐以鼓吹旗幡，拜其弟处罗侯为莫何可汗，其子雍闾为都兰可汗（即叶护可汗）。处罗侯趁机对长孙晟说：“阿波为天所灭，与五六千骑在山谷间，伏听诏旨，当取之以献”。当时隋文帝正召集文武官商议此事，乐安公元谐认为：“请就彼枭首，以惩其恶”。而武阳公李充则认为应“请生将入朝，显戮以示百姓”。隋文帝问长孙晟：“于卿何如？”长孙晟回答说：“若突厥背诞，须齐之以刑。今其昆弟自相夷灭，阿波之恶，非负国家，因其困穷，取而为戮，恐非招远之道，不如两存之”。隋文帝纳其言。莫何可汗随即率部打着隋所赐旗鼓西击阿波可汗。阿波部下以为莫何已得隋兵助阵，丧失斗志，望风归降。莫何可汗遂生擒阿波可汗。
开皇八年（588年）十一月，莫何可汗继续西击邻国，中流矢而死，都兰可汗继位。长孙晟奉命携带陈国所献宝器的前去吊唁。
开皇十三年（593年），流民杨钦流亡至都兰可汗处，谎称彭国公刘昶与宇文氏女共谋反隋，特遣其来密告于大义公主。对此，都兰可汗深信不已，从此不向隋朝进贡。为探听突厥动向，长孙晟奉命出使突厥。大义公主见到长孙晟后，言辞不逊，并派心腹安遂迦与杨钦计议，煽动都兰可汗反隋。
长孙晟回京后，将此事俱奏。隋文帝再次派长孙晟出使突厥，向都蓝可汗索要杨钦。都蓝可汗不愿交出杨钦，便谎称：“检校客内，无此色人”。长孙晟遂便买通其帐下达官，探知杨钦之所在，趁夜将其抓获，并带到都蓝可汗面前质问。结果公主谋反之事被揭露，突厥人闻后大为耻辱。都蓝可汗不得已，只好将安遂迦等人拘捕，交给长孙晟带回。回京后，隋文帝大喜，为长孙晟加授开府，并遣其再次入藩，诛杀大义公主。
是年，都蓝可汗又向隋朝上表请婚，朝廷准备答应时，长孙晟上奏说：“臣观雍闾反覆无信，特共玷厥有隙，所以依倚国家。纵与为婚，终当必叛。今若得尚公主，承藉威灵，玷厥、染干必又受其征发。强而更反，后恐难图。且染干者，处罗侯之子，素有诚款，于今两世。臣前与相见，亦乞通婚，不如许之，招令南徙。兵少力弱，易可抚驯，使敌雍闾，以为边捍”。隋文帝准其所奏，并派长孙晟告知突利可汗（即染干）许配公主之事。
开皇十七年（597年），突利可汗派500骑随长孙晟来迎娶，隋以宗女封安义公主妻之。突利可汗依长孙晟之说，率众南徙，居度斤旧镇。此时都蓝可汗气怒，常率部抄略隋境。突利可汗察知其动静，即派人报隋。因此都蓝可汗每次入边，都因隋边境都先有防备而未能得逞。
开皇十九年（599年）二月，突利可汗奏报都兰可汗制造攻城器械，准备攻击大同城（在今内蒙乌拉特前旗东北）。隋文帝命汉王杨谅为元帅（实际未亲临前线），以尚书左仆射高颎出朔州（治善阳，今山西朔县），尚书右仆射杨素出灵州（治回乐，今宁夏灵武西南），上柱国燕荣出幽州（治蓟县，今北京城西南），三路进击突厥。
都兰可汗得知隋军来攻，大惧，遂与达头可汗结盟，合兵掩击突利，双方在长城下展开激战，突利可汗大败。都兰尽杀突利的兄弟子侄，然后率部渡河进入蔚州（治灵丘，今属山西）。突利与长孙晟独率五骑趁夜南逃，天明时行约百余里，并收集数百名散骑。此时突利可汗却对长孙晟说：“今兵败入朝，一降人耳，大隋天子岂礼我乎？玷厥虽来，本无冤隙，若往投之，必相存济”。长孙晟闻后，知其有二心，遂暗中派人入伏远镇（今山西大同西北），令镇中速举烽火。突利可汗见四处烽火俱燃，便问长孙晟：“城上然烽何也？”长孙晟谎称：“城高地迥，必遥见贼来。我国家法，若贼少举二烽，来多举三烽，大逼举四烽，使见贼多而又近耳”。突利可汗闻后大惧，对其部众说：“追兵已逼，且可投城”。入镇后，长孙晟留其达官执室以领其众，自带突利可汗于四月入朝。隋文帝闻后，大喜，进授长孙晟左勋卫骠骑将军，持节护突厥。
四月，高颎命上柱国赵仲卿率兵3000为前锋，大破突厥，都兰可汗败逃，后被其部下所杀。杨素军在灵州以北地区与达头可汗部遭遇，也大败突厥，达头可汗带着重伤逃跑，其众死伤不可胜数。
十月，隋册封突利可汗为启民可汗，并赐射于武安殿。隋文帝选善射者十二人，分为两队。启民可汗说：“臣由长孙大使得见天子，今日赐射，愿入其朋。”隋文帝同意。启民可汗给长孙晟六支箭，发发皆中，结果启民可汗一队获胜。时有群鸟飞过，隋文帝对长孙晟说：“公善弹，为我取之。”结果十发皆中，鸟应丸而落。是日，百官得赏，其中长孙晟居多。
随后长孙晟率5万人（此处《隋书·长孙晟列传》记载为5千人，而《北史·长孙晟列传》和《资治通鉴·卷第一百七十八》记载为5万，这里以后者为准）在朔州西北筑大利城（今内蒙古和林格尔西北土城子）给启民可汗驻守，令其招抚突厥其它部落。从四月至此，前后归附者万余口，其中包括都蓝可汗之弟都速等。长孙晟将归附之人全部安置妥当，从此突厥归附。可以说长孙晟为分化瓦解突厥，促进民族融合起了重要作用。时安义公主已卒，隋文帝又派长孙晟持节送宗女义成公主嫁给启民可汗。
长孙晟又上奏说：“染干部落归者既众，虽在长城之内，犹被雍闾抄略，往来辛苦，不得宁居。请徙五原，以河为固，于夏、胜两州之间，东西至河，南北四百里，掘为横堑，令处其内，任情放牧，免于抄略，人必自安”。此举得到隋文帝的同意。
十二月，突厥都兰可汗被部下所杀（都兰可汗被杀的时间《隋书·长孙晟列传》和《北史·长孙晟列传》均记载为开皇二十年，有误，这里以《隋书·高祖纪》《北史·高祖纪》及《资治通鉴·卷第一百七十八》中的记载为准），其部落大乱。为挽救突厥颓势，达头可汗自立为步迦可汗。
长孙晟乘机上奏说：“今王师临境，战数有功，贼内携离，其主被杀，乘此招诱，必并来降，请遣染干部下分头招慰”。隋文帝许之，都兰部果然尽来归附。
步迦可汗得此消息后，大为恐怖，遂于开皇二十年（600年）四月率兵进犯隋边。隋文帝命晋王杨广、尚书右仆射杨素出灵州（治回乐，今宁夏灵武西南），汉王杨谅、柱国史万岁出朔州（治善阳，今山西朔县），合击步迦可汗。文帝诏长孙晟为秦川行军总管，率突厥归附各部为前锋，随与晋王杨广出征。时步迦可汗正与杨广对峙不下，长孙晟由于熟悉突厥民俗风情，知其人马均需饮用泉水，便献计说：“突厥饮泉，易可行毒”。于是命人在泉水上游撒放毒药。突厥人、畜饮水后很多被毒死，人心惶惶，在惊道：“天雨恶水，其亡我乎”？遂连夜遁逃。长孙晟率部追击，斩杀突厥千余人，俘百余口，六畜数千头。杨广大喜，遂引长孙晟入内帐，把酒言欢。时有突厥达官来降，坐在帐内，说“突厥之内，大畏长孙总管，闻其弓声，谓为霹雳，见其走马，称为闪电。”杨广笑着说：“将军震怒，威行域外，遂与雷霆为此，一何壮哉！”凯旋回京后，授长孙晟上开府仪同三司，并再次还大利城，安抚新归附之众。
步迦可汗逃至大斤山（即今内蒙大青山）时，与史万岁一路隋军相遇，结果大败，慌忙引军回撤。不久，步迦可汗又派他的侄子俟利伐从沙漠东面攻打启民可汗，隋文帝再次发兵协助启民可汗防守军事要道，俟利伐只得退入沙漠。启民可汗大为感动，表示愿千世万代永为隋臣。
仁寿元年（601年），长孙晟上奏说：“臣夜登城楼，望见碛北有赤气，长百余里，皆如雨足，下垂被地。谨验兵书，此名洒血，其下之国必且破亡。欲灭匈奴，宜在今日”。隋文帝诏令杨素为行军元帅，长孙晟为受降使者，援助启民可汗北击步迦可汗。
仁寿二年（602年）三月，军至黄河，正值突厥思力俟斤（官名）等率部渡过黄河，袭扰已经归降隋王朝的突厥启民可汗，掠走男女6000人、牲畜20余万头。长孙晟与上大将军梁默奉杨素之命率轻骑追击，转战60余里，大败突厥。长孙晟又教启民可汗分遣使者，往北方铁勒等部招抚归附。
仁寿三年（603年），有铁勒、思结、伏和具、浑、斛萨、阿拔、仆骨等十余部背离步迦可汗，降于启民可汗。步迦可汗部溃不成军，西奔吐谷浑。长孙晟送启民可汗安置于碛口（今呼和浩特北），启民可汗于是尽得步迦可汗之众。随后多年，启民可汗与隋一直保持亲善。
仁寿四年（604年），隋文帝病崩。由于隋炀帝和长孙晟有过旧交，加上要拉拢长孙晟，遂以长孙晟为内衙宿卫，知门禁事，即日拜左领军将军。
不久，汉王杨谅在晋阳（今太原市西南）起兵反对其兄杨广即位。杨谅系隋文帝的五子，曾任并州总管，统领西起太行山，东至渤海，北达燕门关，南距黄河的52个州，长年据守在当时天下出精兵之地。杨谅对杨广夺取杨勇的太子地位心怀不满。及蜀王杨秀得罪，尤不自安，恐殃及己身，暗中准备起兵。而隋文帝崩后，杨谅更感到安全难保，遂起兵反炀帝。
由于綦良、余公理等各路隋军出师不利，节节败退。隋炀帝采纳了杨素的推荐，以前江州刺史李子雄为上大将军，并以长孙晟为相州刺史，征集山东兵，与李子雄共同配合镇压谅军。由于长孙晟的儿子在杨谅部下，所以长孙晟推辞说：“有男行布，今在逆地，忽蒙此任，情所不安。”隋炀帝说：“公著勤诚，朕之所悉。今相州之地，本是齐都，人俗浇浮，易可搔扰。傥生变动，贼势即张，思所以镇之，非公莫可。公体国之深，终不可以儿害义，故用相委，公其勿辞”。长孙晟奉命出兵，破杨谅，回军后转为武卫将军。
大业三年（607年），炀帝欲北巡至榆林，欲出塞外，陈兵耀武。因怕启民可汗惊惧，便先派长孙晟到启民可汗部喻旨。启民可汗闻后，便召所部奚、室韦等数十个部落的酋长齐集迎帝。长孙晟见此处杂草丛生，欲令启民可汗亲自除之，并让各部酋长看到，使之明白天子之威重。于是长孙晟手指帐前之草说：“此根大香。”启民可汗闻后说：“殊不香也。”长孙晟又说：“天子行幸所在，诸侯躬亲洒扫，耘除御路，以表至敬之心。今牙中芜秽，谓是留香草耳!”启民可汗这才悟其本意，说：“奴罪过。奴之骨肉，皆天子赐也，得效筋力，岂敢有辞？特以边人不知法耳，赖将军恩泽而教导之。将军之惠，奴之幸也”。遂拔佩刀，亲自除草。其余各部族长见后，争相效之。启民可汗又发命举国就役开御道，西起榆林，东达于蓟，长3000里，宽百步。隋炀帝听到此事，对长孙晟的办法非常赞赏。后长孙晟除淮阳太守，未赴任，复为右骁卫将军。
大业五年（609年），长孙晟去世，时年五十八。隋炀帝深表悼惜，赐赠甚厚。少子长孙无忌嗣。同年，诚心归顺隋朝的启民可汗也去世。大业十一年（615年）八月，隋炀帝出塞北巡，于雁门为突厥始毕可汗（启民可汗可汗之子，名为咄吉）所围，隋炀帝慨叹道：“向使长孙晟在，不令匈奴至此！”长孙晟的女儿嫁给李世民，李世民登基后，立其为皇后，她就是历史上著名的长孙皇后。因此在唐朝贞观中期，长孙晟被追赠为司空、上柱国、齐国公，谥号献。

## 家庭

### 妻妾
- 渤海高氏，隋朝上开府、洮州刺史高劢之女，長孫無忌與長孫皇后的生母

### 子女
- 长孙行布
- 长孙恒安
- 長孫安業
- 长孙无忌
- 长孙无逸
- 长孙无宪，唐初官至兵部尚书
- 长孙氏，长孙无忌姐，嫁张琮
- 长孙氏，长孙无忌姐，嫁隋内史舍人、赵州刺史太原王韶，女儿王婉，字令则，嫁曹州刺史韦元整。韦元整属京兆韋氏，祖父韋瓘，字世恭。
- 长孙皇后

## 点评
长孙晟“好奇计，务功名。性至孝，居忧毁瘠，为朝士所称。”“晟体资英武，兼包奇略，因机制变，怀彼戎夷。倾巢尽落，屈膝稽颡，塞垣绝鸣镝之旅，渭桥有单于之拜。惠流边朔，功光王府，保兹爵禄，不亦宜乎！”
长孙晟在其一生中，同突厥交往达20余年，虽未指挥过大的作战，但凭其出众的谋略，为分化瓦解突厥，保持隋北境安宁，促进民族融合作出了重大贡献。

## 延伸阅读
[在维基数据编辑]
 《隋書·卷51》，出自魏徵《隋书》
 在维基共享资源阅览影像

### 引用
1. 1 2 3 4 5 6 7 8 9 10 11 12 13 14 15 16 17 18 19 20 21 22 23 24 25 26 27 28 29 30 31  《隋书·长孙晟列传》